# شتيفاني تسفايج
ستيفاني زفايج (بالألمانية: Stefanie Zweig) (و. 1932 – 2014 م) هي كاتِبة، وصحفية، وكاتبة للأطفال ألمانية، ولدت في سيلسيا العليا، توفيت في فرانكفورت، عن عمر يناهز 82 عاماً، بسبب مرض.

## جوائز
حصلت على جوائز منها:
- وسام استحقاق جمهورية ألمانيا الاتحادية (1993).

## وصلات خارجية
- شتيفاني تسفايج على موقع IMDb (الإنجليزية)
- شتيفاني تسفايج على موقع مونزينجر (الألمانية)
- شتيفاني تسفايج على موقع ألو سيني (الفرنسية)
- شتيفاني تسفايج على موقع أول موفي (الإنجليزية)
- شتيفاني تسفايج على موقع ديسكوغز (الإنجليزية)
- شتيفاني تسفايج على موقع قاعدة بيانات الفيلم (الإنجليزية)